# Woodbury (Vermont)
Woodbury ist eine Town im Washington County des Bundesstaates Vermont in den Vereinigten Staaten mit 928 Einwohnern (laut Volkszählung von 2020).

## Geografie

### Geografische Lage
Woodbury liegt im Norden des Washington Countys. Im Westen zieht sich der Bergrücken der Woodbury Mountains durch das Gebiet der Town. Im Norden grenzt das Caledonia County und im Westen das Lamoille County an. Höchste Erhebungen sind der Woodbury Mountain mit 756 m Höhe und der Round Knoll im Osten von Woodbury mit 556 m Höhe. Da das Gebiet sehr hügelig ist, gibt es keine großen Flüsse, sondern sehr viele kleine Bäche, die das Gebiet gut bewässern. Zudem befinden sich hier 23 Seen, die größte Anzahl von Seen auf dem Gebiet einer Town in Vermont. Die Größten sind der Nichols Pond im Nordosten und von diesem etwas südlich gelegen der East Long Pond sowie im Westen der Greenwood Lake und der Valley Lake. Zentral gelegen sind die Schutzgebiete des Woodbury Town Forrestes und die Buck Lake Wildlife Management Area.

### Geologie
Die geologische Struktur von Woodbury beruht auf kalkhaltigem Glimmerschiefer, der etwa zwei Drittel der Town im östlichen Teil einnimmt, sowie einem breiten Gürtel aus Tonschiefer und Talkschiefer im westlichen Teil. Im südlichen Teil erstreckt sich ein Granit-Gürtel.

### Nachbargemeinden
Alle Entfernungen sind als Luftlinien zwischen den offiziellen Koordinaten der Orte aus der Volkszählung 2010 angegeben.
- Norden: Wolcott, 6,8 km
- Nordwesten: Hardwick, 6,5 km
- Osten: Walden, 20,3 km
- Südosten: Cabot, 13,5 km
- Süden: Marshfield, 7,1 km
- Südwesten: Calais, 7,2 km
- Westen: Worcester, 21,0 km
- Nordwesten: Elmore, 12,0 km

### Klima
Die mittlere Durchschnittstemperatur in Woodbury liegt zwischen −10 °C (14° Fahrenheit) im Januar und 20 °C (68° Fahrenheit) im Juli. Die Schneefälle zwischen Oktober und Mai liegen mit bis zu einem halben Meter (19,5 Inch) etwa doppelt so hoch wie die mittlere Schneehöhe in den USA. Die tägliche Sonnenscheindauer liegt am unteren Rand des Wertespektrums der USA.

## Geschichte
Woodbury wurde am 6. November 1780 von der Legislative von Vermont als Grant an Colonel Ebenezer Wood, William Lyman und sechs weiteren gegeben und am 16. August 1781 zugeteilt. Das Land wurde in drei Abschnitte und diese wiederum in 244 Grundstücke aufgeteilt. Jedes dieser Grundstücke war 100 acre groß. Der Name Woodbury soll zu Ehren von Colonel Ebenezer Wood vergeben worden sein, jedoch gab es weitere Eigentümer, die ebenfalls einen Namensbestandteil Wood trugen. Woodbury wurde auf Wunsch der Bewohner im Jahr 1838 in Monroe, zu Ehren von James Monroe umbenannt, jedoch bereits 1843 wurde Woodbury bereits zurück in Woodbury umbenannt, da sich zwischenzeitlich die politische Einstellung geändert hatte.
Woodbury wurde etwa um 1795 durch Gideon Sabin zuerst besiedelt, später folgten mit Joseph Carr und William West weitere Siedler. Jedoch lebten im Jahr 1800 nur 23 Menschen in Woodbury. Den ersten Schulunterricht gab es im Jahr 1808 in Woodbury und eine erste Sägemühle wurde 1806 errichtet. 1818 folgte eine Schrotmühle in der Nähe des Zentrums der Town.
Durch den Abbau und der Vermarktung eines qualitativ hervorragenden Granits erlebte Woodbury in den Jahren von 1840 bis 1850 seine größte Blüte. Mehrere Steinbrüche wurden in der Folge gegründet, der J. Ainsworth Quarry im Jahr 1876, die Woodbury Granite Company wurde im Jahr 1878 und die Hardwick and Woodbury Railroad erreichte im Jahr 1892 Woodbury.
Jedoch schrumpfte nach dem Ende der Abbauzeit die Bevölkerung auf unter 400 Einwohner. Heute leben mehr als 900 Einwohner in Woodbury.

### Religionen
Knapp 65 % der Bewohner von Woodbury gehören keiner Religiösen Gemeinschaft an. In Woodbury gibt es Gemeinden der First Congregational Church sowie der United Methodist Church.

### Einwohnerentwicklung
| Jahr      | 1800 | 1810 | 1820 | 1830 | 1840 | 1850 | 1860 | 1870 | 1880 | 1890 |
| --------- | ---- | ---- | ---- | ---- | ---- | ---- | ---- | ---- | ---- | ---- |
| Einwohner | 23   | 254  | 432  | 824  | 1092 | 1070 | 999  | 902  | 856  | 810  |
| Jahr      | 1900 | 1910 | 1920 | 1930 | 1940 | 1950 | 1960 | 1970 | 1980 | 1990 |
| Einwohner | 862  | 824  | 868  | 529  | 463  | 449  | 317  | 399  | 573  | 766  |
| Jahr      | 2000 | 2010 | 2020 | 2030 | 2040 | 2050 | 2060 | 2070 | 2080 | 2090 |
| Einwohner | 809  | 906  | 928  |      |      |      |      |      |      |      |

## Wirtschaft und Infrastruktur

### Verkehr
Die Vermont State Route 14 durchquert Woodbury in nordsüdlicher Richtung von Calais im Süden nach Hardwick im Norden. Von 1892 bis 1934 war Woodbury an die Strecke Hardwick and Woodbury Railroad angeschlossen. Nachdem der Granitabbau in Woodbury im Jahr 1934 weitgehend eingestellt worden war, wurde die Strecke stillgelegt.

### Öffentliche Einrichtungen
Das Central Vermont Medical Center in Berlin ist das nächste Krankenhaus und zuständig für die Versorgung von etwa 66.000 Einwohnern in Central Vermont. Es gehört zum University of Vermont Health Network.

### Bildung
Woodbury gehört mit Hardwick und Stannard im Caledonia County, Craftsbury und Greensboro im Orleans County und Wolcott im Lamoille County zur Orleans Southwest Supervisory Union.
Die Woodbury Elementary School ist eine Elementary School mit Klassen von Pre-Kindergarten bis zur sechsten Klasse. Die Schule wird von etwa 50 Kindern besucht. Woodbury gehört zum Orleans Southwest Supervisory Union und die nächste High School ist die Hazen Union School.
In Woodbury steht den Einwohnern die Woodbury Community Library zur Verfügung. Sie ist angegliedert an die Woodbury Elementary School.